# Asparagus asparagoides
Asparagus asparagoides là một loài thực vật có hoa trong họ Măng tây. Loài này được (L.) Druce mô tả khoa học đầu tiên năm 1914.

## Hình ảnh

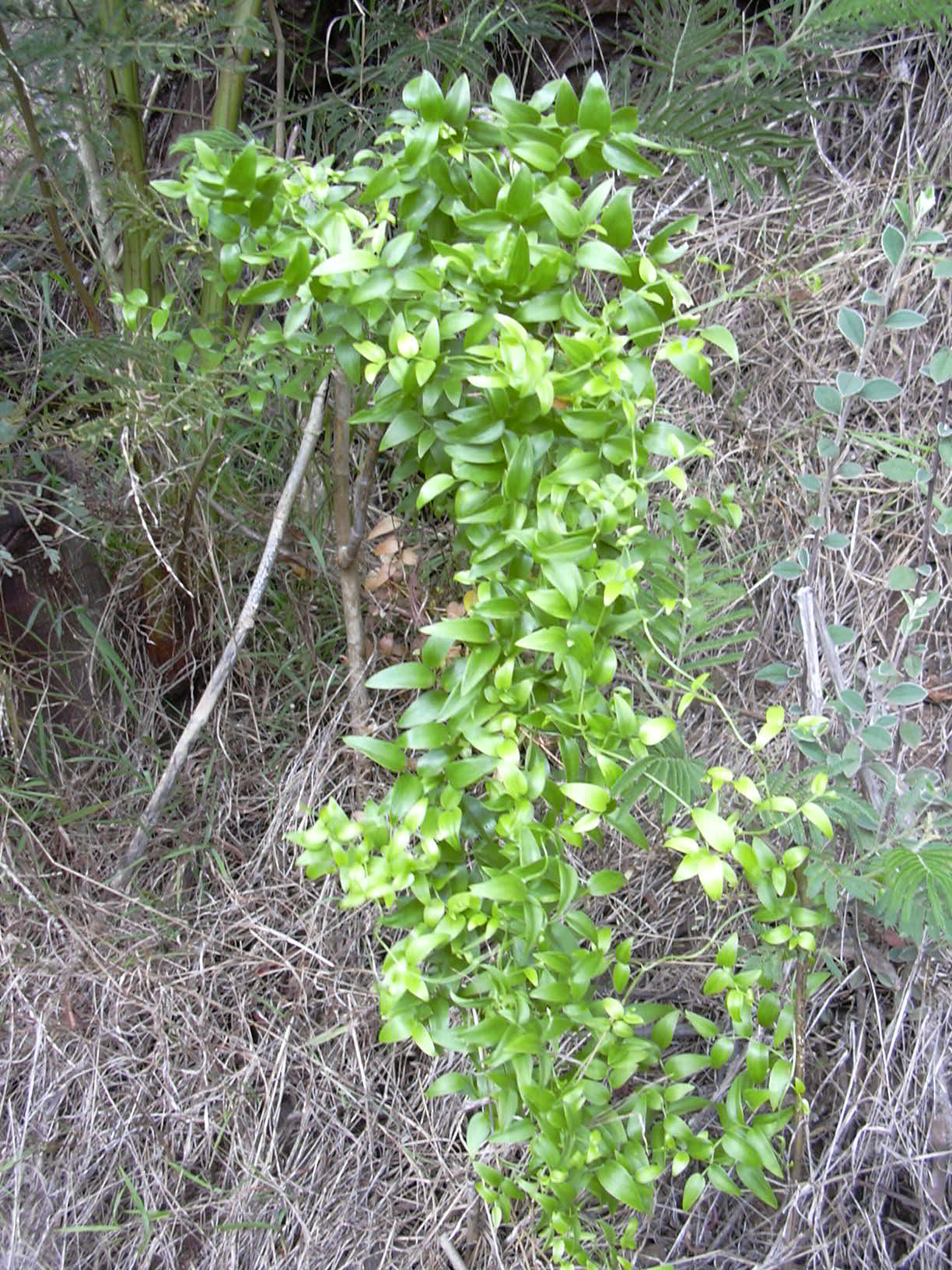
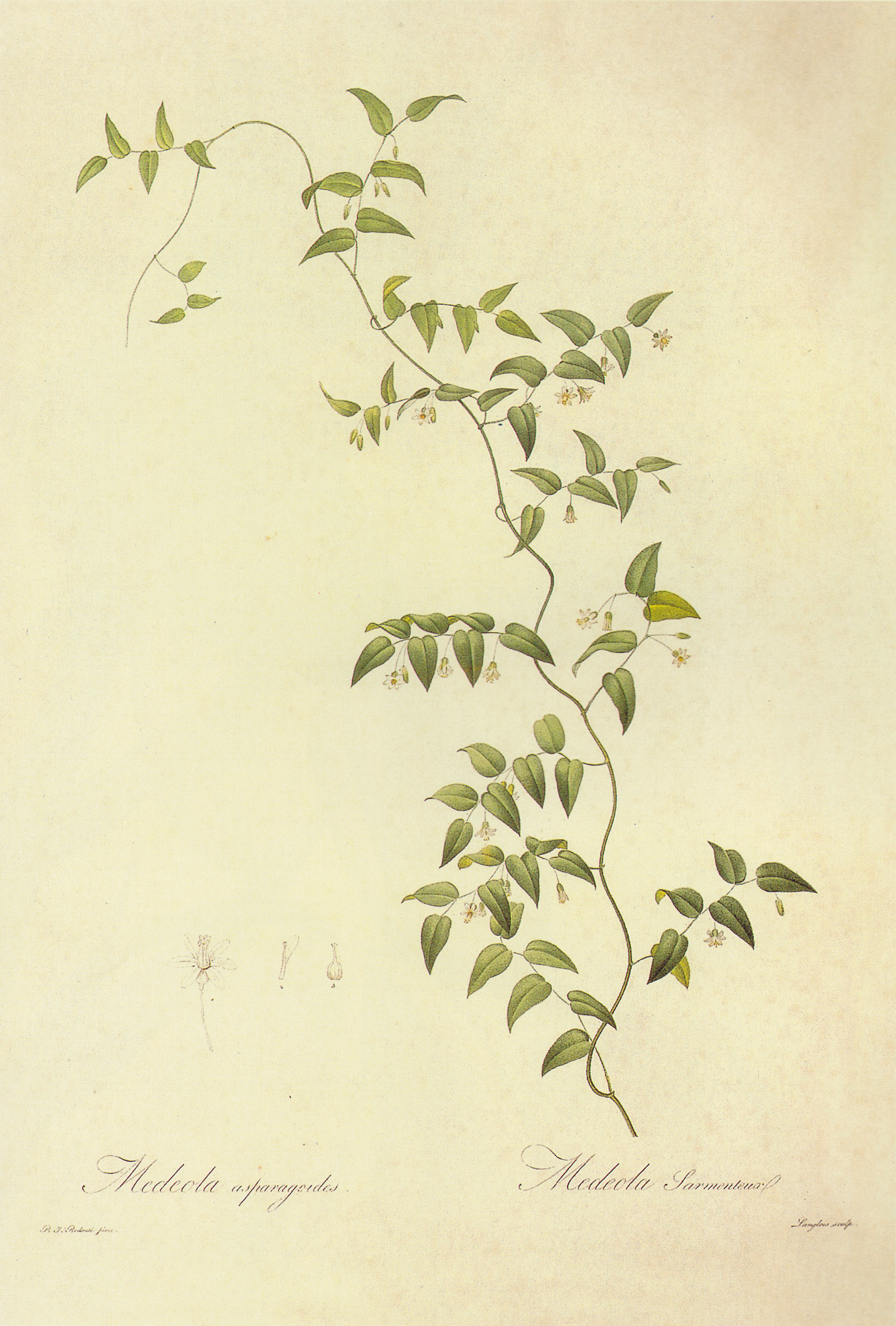
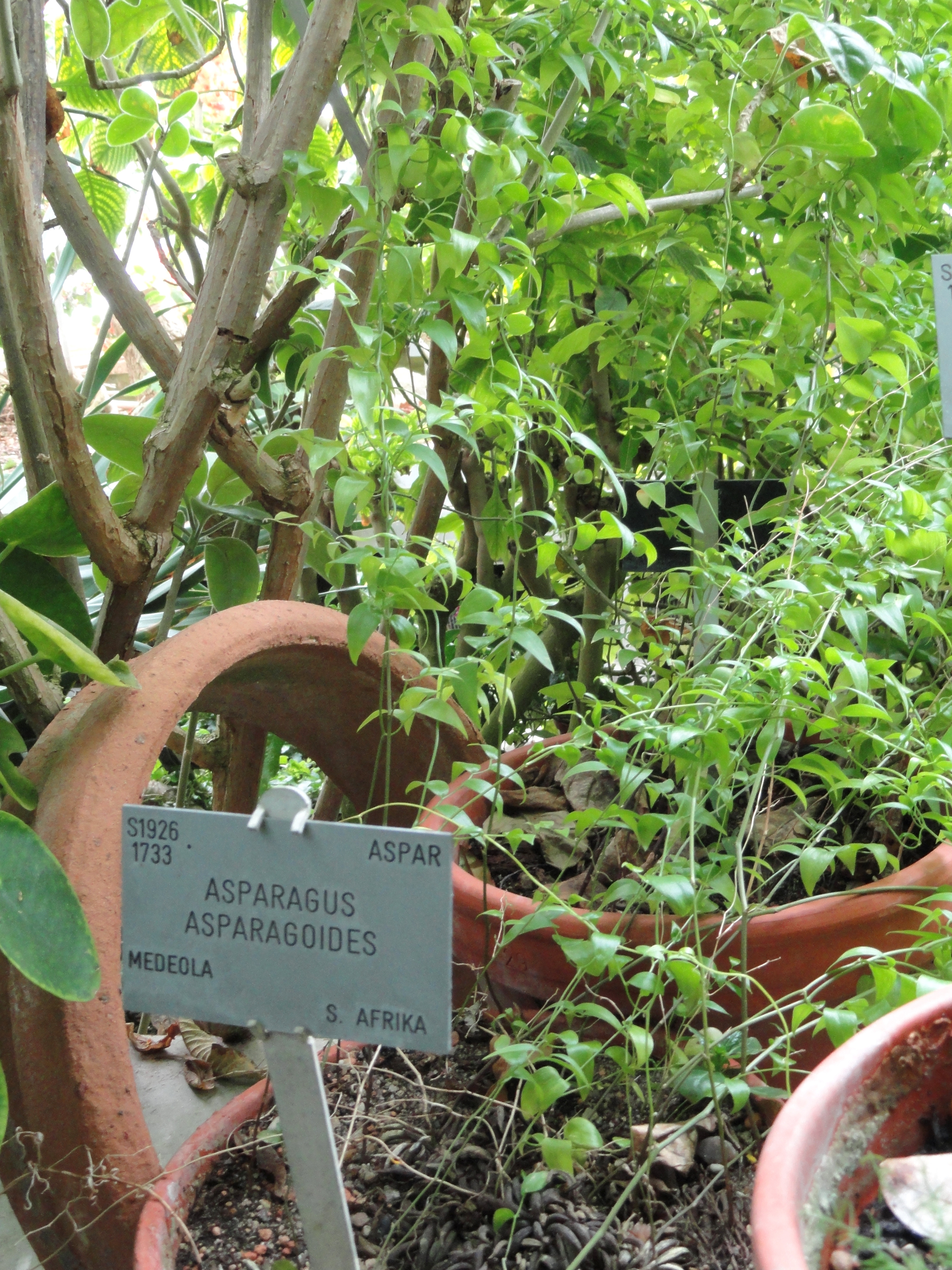